# Tigre reale (romanzo)
Tigre reale è un romanzo in diciannove capitoli di Giovanni Verga, pubblicato per la prima volta dall'editore Brigola a Milano nel 1875.

## Trama
Giorgio La Ferlita, un giovane di carattere debole e volubile intento a costruirsi una carriera da ambasciatore, conosce a Firenze, durante un ballo a Palazzo Pitti, Nata, una contessa russa malata di tubercolosi e ospite a Firenze per consiglio dei medici russi che l'avevano invitata a prendere aria salubre mediterranea, e ne rimane attratto. Il giorno stesso in cui la conosce, a causa di un gesto apparentemente sciocco (era stato invitato al ballo in sostituzione di un famoso spadaccino), accetta una sfida a duello e vince.
I due iniziano a frequentarsi con assiduità mantenendo però la loro relazione entro i limiti di una intensa amicizia.
Nata non vuole mai sbilanciarsi troppo con Giorgio per via di una forte delusione precedente, causa tra l'altro della tubercolosi, che aveva portato al suicidio l'amante.
La storia viene interrotta dall'annuncio della partenza di Giorgio per Lisbona e dall'arrivo del marito di Nata che la raggiunge per riportarla a casa. Nata scrive a Giorgio una lettera e gli promette che quando sentirà la morte vicina verrà a morire presso di lui e che nel frattempo vivrà nel suo amore.
Trascorso un po' di tempo Giorgio si sposa con Erminia e durante la festa per celebrare la nascita del suo primo figlio viene a sapere dal dottor Rendona che Nata è sua ospite e che i suoi giorni sono ormai contati. Giorgio, senza che la moglie ne sia a conoscenza, riprende a frequentare la contessa malata ma nel frattempo arriva Carlo, un cugino di Erminia, che un tempo era innamorato della donna e ne era ricambiato e i due si sentono nuovamente attratti l'un verso l'altro. Giorgio continua ad assentarsi per trovare la contessa e una notte il bambino di Giorgio ed Erminia rischia di morire mentre Giorgio è da Nata.
Quando Giorgio fa rientro a casa, si rende conto che la situazione del figlio sta diventando grave e decide di non allontanarsi più né dalla moglie né dal piccolo. Giorgio vivrà questo ritorno con un senso di colpa e di rimorso nei confronti della moglie, ai suoi occhi pura e immeritevole del torto di un amore extraconiugale. Erminia prega Carlo di partire e dal dispiacere si ammala. Il medico di famiglia, il medesimo dottor Rendona, consiglia più volte di stare all'aria salubre, per far riprendere Erminia, suggerendo la tenuta di Giarre.
Tuttavia Giorgio, per evitare in ogni modo qualsiasi possibile rimpianto di Nata e visto che la strada per Giarre passa da Acireale, trova mille scuse per evitare il viaggio. Una notte la donna, in preda ai deliri, confessa al marito di aver amato Carlo; Giorgio sentirà ancora più rispetto nei confronti della moglie per aver confessato prima di lui questo amore, il quale in lacrime l'abbraccia. Al sentire e vedere le lacrime del marito la donna dice di sentirsi meglio. La crisi di Erminia passa e Giorgio, riunito alla sua famiglia e sereno, accetta di affrontare un viaggio a Giarre, per chiudere definitivamente col passato.
Alla stazione di Acireale il treno tarda a ripartire e l'uomo sente crescer l'imbarazzo finché non si rende conto che sono fermi per via di una processione funebre che sta occupando un altro treno a loro parallelo, costituito da due sole carrozze: è il trasporto funebre di Nata che il marito riporta in patria.
Quando furono a Giarre, La Ferlita vi trovò un dispaccio telegrafico che era stato rimandato dall'ufficio di Catania, e che l'aspettava. Il telegramma non conteneva, oltre l'indirizzo e la data, che questa sola parola:
«Addio.»»

## Stile
Il racconto, sebbene approfondisca stati emotivi e sensazioni intime dei vari protagonisti, viene narrato in prima persona dal narratore, che rimane impersonale e anonimo, come fosse una terza persona messa a conoscenza dei fatti.

## Temi
A differenza delle opere precedenti, per la prima volta compare il tema dell'importanza e del valore della famiglia.

## Adattamenti cinematografici
Giovanni Verga scrisse anche la sceneggiatura dell'omonimo film tratto dalla sua opera, uscito nel 1916 per la regia di "Piero Fosco" (pseudonimo di Giovanni Pastrone) con protagonista la diva fatale Pina Menichelli.

## Edizione
- Giovanni Verga, Tigre reale, Roma, Perrone, 2006, ISBN 978-88-6004-039-8.